# NGC 4089
NGC 4089 ist eine elliptische Galaxie vom Hubble-Typ E0 mit aktivem Galaxienkern im Sternbild Coma Berenices am Nordsternhimmel. Sie ist schätzungsweise 323 Millionen Lichtjahre von der Milchstraße entfernt und hat einen Durchmesser von etwa 75.000 Lichtjahren. Vermutlich bildet sie gemeinsam mit NGC 4091 ein gravitativ gebundenes Galaxienpaar.
Im selben Himmelsareal befinden sich u. a. die Galaxien NGC 4092, NGC 4093, NGC 4095, NGC 4098.
Das Objekt wurde am 4. Mai 1864 vom deutsch-dänischen Astronomen Heinrich Louis d’Arrest entdeckt.